# Stefano Tacconi
Stefano Tacconi (ur. 13 maja 1957 w Perugii, Włochy) – były włoski piłkarz grający na pozycji bramkarza, 7-krotny reprezentant kraju. Występował w Juventusie, z którym w 1985 roku zdobył Puchar Europy. Poza Juventusem był piłkarzem Spoleto Calcio, Interu Mediolan, Pro Patria Calcio, AS Livorno Calcio, Sambenedettese Calcio, US Avellino, a karierę kończył w 1995 roku w Genoa CFC.
Z reprezentacją Włoch w piłce nożnej wystąpił na mistrzostwach świata w 1990.